# Kvartil
Kvartilerne er et begreb der benyttes indenfor matematikken, helt præcis indenfor statistik (boksplot), til at beskrive et datasæt. Kvartilerne er de observationer, som – når datasættet er sorteret – deler sættet i fire lige store mængder:
OBS: Nedenstående beskriver de gamle regler for udregning af kvartilsæt. For de nye regler se den engelske Wikipedia.
- Første kvartil eller nedre kvartil er den mindste observation, hvor alle observationer der er mindre end den, udgør mindst 25% af alle observationerne.
- Anden kvartil eller medianen er den mellemste observation, hvor alle observationer der er mindre end den, udgør mindst 50% af alle observationerne.
- Tredje kvartil eller øvre kvartil er den største observation, hvor alle observationer der er mindre end den, udgør mindst 75% af alle observationerne.

## Eksempel
I observationssættet {1,2,2,2,3,5,6,7,8} er nedre kvartil 2, medianen 3 og øvre kvartil 6.